# Max Grimmeiss
Max Grimmeiss est un militaire allemand. Il fut général d'infanterie durant la Seconde Guerre mondiale.

## Biographie
Il rejoint le 10e régiment d'artillerie de campagne le 1er octobre 1914. Il participe à la Première Guerre mondiale. Il est nomme lieutenant le 31 mars 1915.
En 1938 il rejoint le 78e régiment de Panzer. Il est nommé major général le 1er février 1942 et nommé le premier lieutenant général le 1er avril 1943. Il est l'un des commandant allemand durant la bataille de la Poche de Colmar. Il est nommé général d'armée le 1er avril 1945.